# Phaethornis longuemareus
Phaethornis longuemareus е вид птица от семейство Колиброви (Trochilidae).

## Разпространение
Видът е разпространен в Бразилия, Венецуела, Гвиана, Суринам, Тринидад и Тобаго и Френска Гвиана.